# Jamie Stevenson

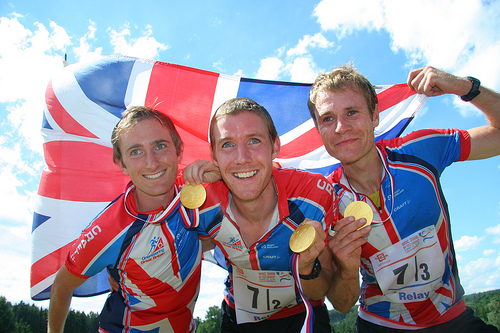
Graham Gristwood, Jon Duncan und Jamie Stevenson (von links nach rechts); Staffel-Weltmeister 2008 in Olomouc.

Jamie Stevenson (* 25. März 1975) ist ein britischer Orientierungsläufer.
1999 zog Stevenson nach Schweden um sich als Orientierungsläufer zu verbessern. Als Lehrer wohnte er in den Städten Borlänge, Hedemora und Göteborg. 2000 wurde er als Mitglied von IFK Hedemora schwedischer Meister auf der Ultralangdistanz. 2003 gewann er bei den Weltmeisterschaften in Rapperswil die Goldmedaille im Sprintwettbewerb und mit seiner britischen Mannschaft Bronze in der Staffel. 2006 konnte er in Aarhus die Bronzemedaille über die Mitteldistanz erringen. 2008 gewann Großbritannien den Staffelwettbewerb.
2009 und 2010 nahm er nur noch beim dänischen Spring Cup teil.

## Platzierungen
| | Weltmeisterschaft | Weltmeisterschaft | Weltmeisterschaft | Weltmeisterschaft | Europameisterschaft | Europameisterschaft | Europameisterschaft | Europameisterschaft | World Games | World Games | World Games | Nord. Meisterschaften | Nord. Meisterschaften | Nord. Meisterschaften | Nord. Meisterschaften | Nat. Meisterschaften | Nat. Meisterschaften | Nat. Meisterschaften | Nat. Meisterschaften | GWC |
| Jahr | Sp                | MD                | LD                | St                | Sp                  | MD                  | LD                  | St                  | Sp          | MD          | St          | Sp                    | MD                    | LD                    | St                    | Sp                   | MD                   | LD                   | St                   | GWC |
| --- | ----------------- | ----------------- | ----------------- | ----------------- | ------------------- | ------------------- | ------------------- | ------------------- | ----------- | ----------- | ----------- | --------------------- | --------------------- | --------------------- | --------------------- | -------------------- | -------------------- | -------------------- | -------------------- | --- |
| 1996 |                   |                   |                   |                   |                     |                     |                     |                     |             |             |             |                       |                       |                       |                       |                      |                      |                      |                      | 77. |
| 1997 |                   |                   |                   | 6.                |                     |                     |                     |                     |             |             |             |                       |                       |                       |                       |                      |                      | 1.                   |                      |     |
| 1998 |                   |                   |                   |                   |                     |                     |                     |                     |             |             |             |                       |                       |                       |                       |                      | 1.                   |                      |                      | 62. |
| 1999 |                   | 34.               | 32.               | 5.                |                     |                     |                     |                     |             |             |             |                       |                       |                       |                       |                      |                      |                      |                      |     |
| 2000 |                   |                   |                   |                   |                     | 30.                 | 25.                 |                     |             |             |             |                       |                       |                       |                       |                      |                      |                      |                      | 11. |
| 2001 | 5.                | 34.               | 37.               | 8.                |                     |                     |                     |                     |             | 3.          | 6.          |                       | 23.                   | dsq                   |                       |                      |                      |                      |                      |     |
| 2002 |                   |                   |                   |                   | 6.                  | 3.                  | 23.                 | 14.                 |             |             |             |                       |                       |                       |                       |                      |                      |                      |                      | 10. |
| 2003 | 1.                | 19.               |                   | 3.                |                     |                     |                     |                     |             |             |             | 2.                    | 26.                   | 20.                   |                       | 1.                   |                      |                      |                      |     |
| 2004 |                   | 38.               | 8.                | 5.                |                     | 7.                  | 8.                  |                     |             |             |             |                       |                       |                       |                       | 1.                   |                      | 1.                   |                      | 7.  |
| 2005 | 14.               |                   | 27.               |                   |                     |                     |                     |                     |             |             |             |                       |                       |                       |                       |                      |                      |                      |                      | 56. |
| 2006 |                   | 3.                | 14.               | 14.               | 2.                  | 37.                 | 21.                 | 11.                 |             |             |             |                       |                       |                       |                       |                      |                      | 1.                   |                      | 17. |
| 2007 | 18.               |                   | 9.                | 7.                |                     |                     |                     |                     |             |             |             | 36.                   | 25.                   | 17.                   | 6.                    |                      |                      |                      |                      | 57. |
| 2008 | 12.               |                   | 10.               | 1.                | 17.                 | 20.                 | 25.                 | 7.                  |             |             |             |                       |                       |                       |                       |                      |                      |                      |                      | 31. |
| Erklärung: GWC = Gesamt-Weltcup / Sp = Sprint, KD = Kurzdistanz, MD = Mitteldistanz, LD = Langdistanz, Kl = Klassische Distanz, E = Einzelwettbewerb , St = Staffel, N = Nacht-OL |                   |                   |                   |                   |                     |                     |                     |                     |             |             |             |                       |                       |                       |                       |                      |                      |                      |                      |     |

## Sonstiges
Seit 2005 startet er für den dänischen Klub Farum Tisvilde OK beim Jukola-Staffellauf.
Beim Orientierungslauf der World Games 2001 gewann er die Bronzemedaille.